# Corts Catalanes
Ne doit pas être confondu avec Assemblée de Catalogne, Assemblée nationale catalane ou Parlement de Catalogne.
La Cort General de Catalunya (le pluriel est également utilisé : Corts Catalanes, souvent traduit en français par « Cours catalanes ») est l'organe législatif de la principauté de Catalogne du XIIIe siècle au début du XVIIIe siècle, représentative des trois ordres ou bras (en catalan : braços) de la principauté — ecclésiastique, militaire ou noble, et royal —. Elles furent établies tout au long du XIIIe siècle et définitivement institutionnalisées en 1283 d'après Thomas Bisson; elles sont considérées par les historiens comme l'archétype du parlement médiéval.
Convoquées cinquante ans avant le parlement d'Angleterre, les Cours catalanes trouvent leur origine dans le développement institutionnel et territorial de la Cour comtale de Barcelone et perpétuent la tradition des assemblées de la Paix et de la Trêve de Dieu commencée en 1027. Elles sont considérées comme la première assemblée parlementaire Européenne à laquelle le roi devait se soumettre et qui dictait des lois d'un rang supérieur aux édits royaux liant donc le roi lui-même, à la différence des Cortes de Castille de l'époque moderne, qui fonctionnaient uniquement comme organe consultatif. Cette conception des relations entre la Couronne et ses vassaux d'un contrat auquel le roi était tenu de se soumettre a été appelée « pactisme. »
Les Corts Catalanes se réunirent pendant près de cinq siècles, jusqu'à leur abolition par les décrets de Nueva Planta de 1716. Par la suite, les Cortes de Castille fonctionnèrent comme les Cortes unifiées d'Espagne. Malgré quelques tentatives pour rétablir les Corts, la Catalogne ne put récupérer une assemblée législative qu’en 1932, sous la forme de l'actuel Parlement de Catalogne.

## Composition
La Cour comprenait le roi comme comte de Barcelone et les députés des trois Bras (Braços), formant ensemble la représentation du « général » ou « généralité » de la Catalogne, c'est-à-dire la communauté politique. Ces trois États Bras étaient:
- le Bras ecclésiastique (Braç eclesiàstic) composé des membres du clergé et présidé par l’archevêque de Tarragone;
- le Bras militaire (Braç militar) composé des membres de la noblesse laïque sous la présidence du duc de Cardona;
- le Bras royal (Braç reial) composé des représentants des villes et dirigé par le conseiller en chef de Barcelone. Leurs représentants étaient connus sous le nom de « síndics ».

## Actes
Les actes résultant de l'accord du roi et des trois Bras étaient appelées constitutions générales de Catalogne (constitucions generals de Catalunya).
Une constitution (constitució) était une loi proposée par le roi et exigeant l'approbation des trois Bras ; un chapitre (capítol de cort), une loi proposée par les Bras et exigeant l'approbation du roi ; un acte (acte de cort), un acte ayant reçu l'approbation des Bras.

## Histoire

### Antécédents
Les antécédents de la Cort étaient la Cour comtale (Cort Comtal) de Barcelone et les assemblées de Paix et Trêve (assemblees de Pau i Treva) dont la première se réunit à Toulouges en 1021 et auxquelles le Bras populaire participa pour la première fois en 1192. Après l'union dynastique du comté de Barcelone et du royaume d'Aragon, aboutissant à la couronne d'Aragon (1164), la Cour comitale devint la Cour royale.
La cour royale de 1214 fut convoquée par le légat papal, le cardinal Pierre de Bénévent dans le château de la Suda, à Lleida et répondait à la nécessité de régler la situation confuse dans le pays après la mort du roi Pierre d'Aragon à la bataille de Muret (1213) et le début du règne de son fils Jacques Ier qui n'avait que six ans. Le nouveau roi d'Aragon et comte de Barcelone prêta serment devant les prélats et les magnats de la curie royale, représentants des villes et villages. À l'époque de Jacques Ier (1208-1276), ils se réunirent, convoqués par le roi en tant que représentant des classes sociales de l'époque. La Cour de 1218 est la première qui peut être considéré comme une Cour générale, car en 1214, les villes n’y étaient pas représentées et une seule question spécifique était débattue.

### Institutionnalisation. Les Corts de 1283
Sous le règne de Pierre le Grand (1276-1285), les Cours catalanes prirent une forme institutionnelle. Lors des Corts tenus à Barcelone en 1283, le roi fut contraint de tenir une Cour générale une fois par an, pour discuter du bien de l'État et de la réforme de la terre. Le roi déclara lui-même : « Volem, statuïm e ordenam: que si nós o los successors nostres constitutió alguna general o statut fer volrem en Cathalunya, aquella o aquell façam de approbatió e consentiment dels prelats, dels barons, dels cavallers e dels ciutadans de Cathalunya, o ells apellats, de la major e de la pus sana part de aquells » Traduction du Catalan: « Nous voulons, nous statuons et nous ordonnons : si nous et nos successeurs voulons faire une constitution ou un statut général en Catalogne, nous les soumettrons à l'approbation et au consentement des prélats, des barons, des chevaliers et des citoyens ou , de ces apellates, de la partie la plus grande et la plus saine de celles-ci ».
Cette décision représentait un changement radical dans la procédure législative de la principauté : les Cours catalanes devinrent officiellement un organe législatif, car le roi aurait besoin du consentement des Cours pour adopter la législation.

### La Généralité

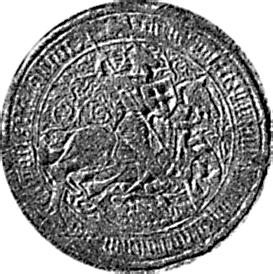
Sceau de la Députation du Général de Catalogne à la fin du XVe siècle représentant son patron portant l'écu de la Croix de Saint-George qui étaient les armes de la Généralité. Sur la légende: S(igillum): CORTIUM: ET: PARLAMENTORUM: GENERALIUM: PRINCIPATUS: CATHALONIE (Sceau des Cours et du Parlement de la principauté de Catalogne)

Dans les Cours de Monzón (1289), une députation permanente fut désignée pour percevoir le « service » ou tribut que les bras accordaient au roi à sa demande; cette députation permanente deviendra en 1359 la députation du General. Les Cours de 1358-1359, tenus à Barcelone, Vilafranca del Penedès et Cervera sous le règne de Pierre IV d'Aragon et III de Catalogne (1336-1387), furent caractérisées par la guerre contre la Castille. Les grandes dépenses de la couronne d'Aragon motivèrent les Cours à désigner douze députés ayant déjà des attributions exécutives en matière fiscale et des « vérificateurs des comptes » qui contrôleraient l'administration sous l'autorité symbolique du plus haut député ecclésiastique ; celui considéré comme le premier président de la Généralité fut Berenguer de Cruïlles, évêque de Gérone (1359).

### Les Corts de 1480
Dans ces Cours, les premières de Ferdinand II le Catholique, de nombreuses questions restées en suspens après la guerre civile catalane (1462-1472) furent résolues: le rôle de la députation du Général, le pactisme et la restitution des propriétés. Ces deux derniers points se concrétisèrent par la reconnaissance d'une défaite partagée de part et d'autre, plus axée sur la recherche de la reconstruction du pays que sur la répression des vaincus. Dans ces Cours, le chapitre Poc valdría fut approuvé, appelé plus tard « Constitution de l'Observance », où l'obligation du roi d'accomplir et de respecter les constitutions catalanes était reprise. Le chapitre chargeait la députation du Général de s'assurer de son exécution, tant par le roi que par ses officiers, et l'autorisait à révoquer tout ordre inconstitutionnel. Il est considéré comme un élément clé du pactisme catalan.

## Sessions

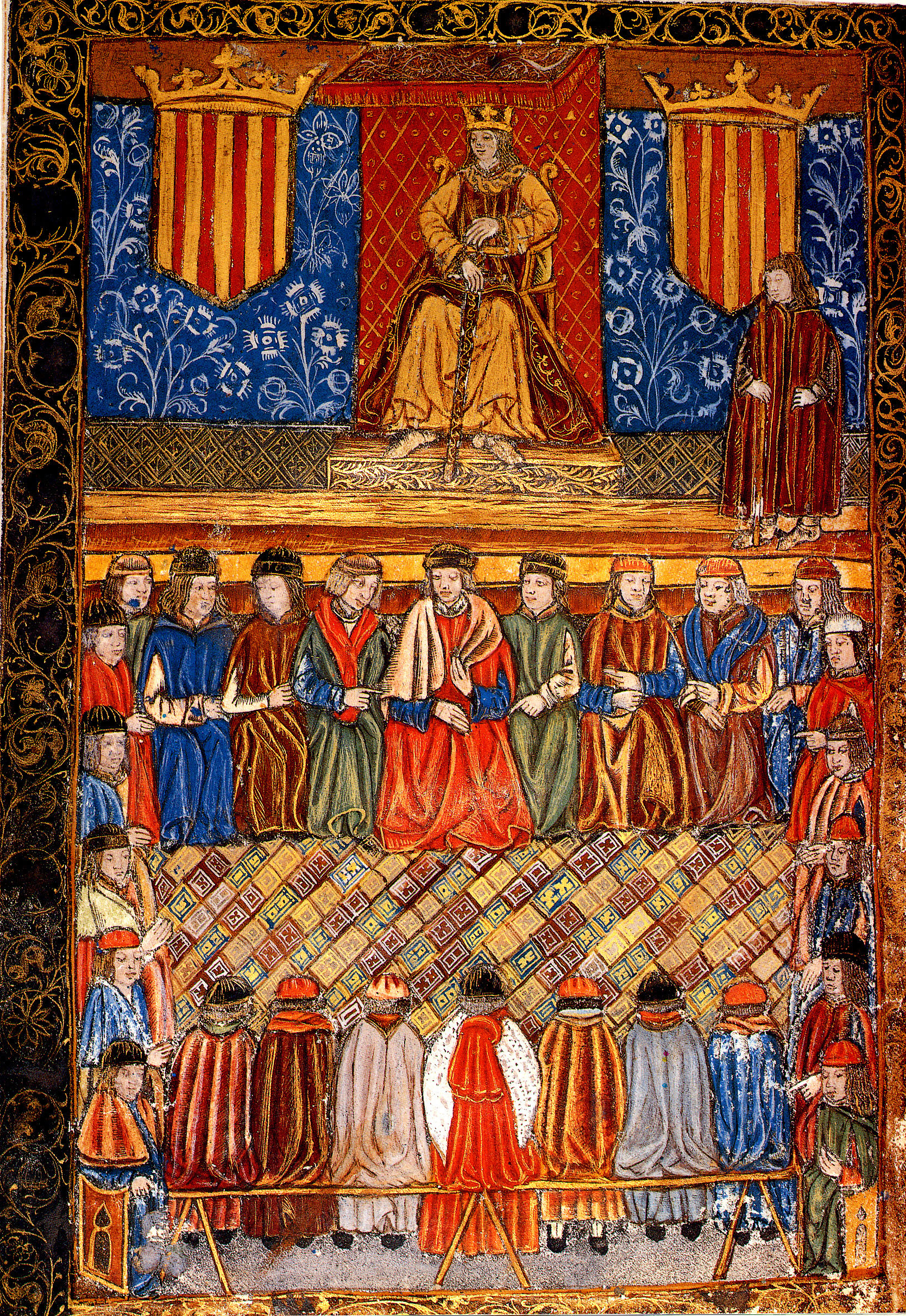
Corts Catalanes d'après une miniature d'un incunable du XVe siècle

| Roi           | Année     | Lieu                                         |
| ------------- | --------- | -------------------------------------------- |
| Jacques Ier   | 1218      | Vilafranca del Penedès et Barcelone          |
| —             | 1225      | Tortose                                      |
| —             | 1228      | Barcelone                                    |
| —             | 1235      | Tarragone                                    |
| —             | 1239      | Tarragone                                    |
| —             | 1240-1241 | Gérone                                       |
| —             | 1242      | Lérida                                       |
| —             | 1251      | Barcelone                                    |
| —             | 1257      | Lérida                                       |
| —             | 1260      | Tarragone                                    |
| Pierre II     | 1283      | Barcelone                                    |
| Alphonse II   | 1289      | Monzón                                       |
| Jacques II    | 1291-1292 | Barcelone                                    |
| —             | 1300      | Barcelone                                    |
| —             | 1301      | Lérida                                       |
| —             | 1307      | Montblanc                                    |
| —             | 1311      | Barcelone                                    |
| —             | 1321      | Gérone                                       |
| —             | 1325      | Barcelone                                    |
| Alphonse III  | 1333      | Montblanc                                    |
| Pierre III    | 1350-1351 | Perpignan                                    |
| —             | 1356      | Perpignan                                    |
| —             | 1358-1359 | Barcelone, Vilafranca del Penedès et Cervera |
| —             | 1362-1363 | Monzón                                       |
| —             | 1364      | Barcelone et Lérida                          |
| —             | 1365      | Tortose                                      |
| —             | 1365      | Barcelone                                    |
| —             | 1367      | Vilafranca del Penedès et Barcelone          |
| —             | 1368-1369 | Barcelone                                    |
| —             | 1370-1371 | Tarragone, Montblanc et Tortose              |
| —             | 1372-1373 | Barcelone                                    |
| —             | 1375      | Lérida                                       |
| —             | 1376      | Monzón                                       |
| —             | 1377-1378 | Barcelone                                    |
| —             | 1379-1380 | Barcelone                                    |
| —             | 1383-1384 | Monzón et Fraga                              |
| Jean Ier      | 1388-1389 | Monzón                                       |
| Martin Ier    | 1409      | Barcelone                                    |
| Ferdinand Ier | 1413      | Barcelone                                    |
| —             | 1414      | Montblanc                                    |
| Alphonse IV   | 1419-1420 | Sant Cugat del Vallès et Tortose             |
| —             | 1421-1423 | Barcelone                                    |
| —             | 1429-1430 | Tortose                                      |
| —             | 1431-1434 | Barcelone                                    |
| —             | 1435      | Monzón                                       |
| —             | 1436-1437 | Barcelone                                    |
| —             | 1440      | Lérida                                       |
| —             | 1442-1443 | Tortose                                      |
| —             | 1446-1448 | Barcelone                                    |
| —             | 1454-1458 | Barcelone                                    |
| Jean II       | 1459      | Fraga et Lérida                              |
| —             | 1460      | Lérida                                       |
| —             | 1470      | Monzón                                       |
| —             | 1473-1479 | Perpignan et Barcelone                       |
| Ferdinand II  | 1480-1481 | Barcelone                                    |
| —             | 1493      | Barcelone                                    |
| —             | 1495      | Tortose                                      |
| —             | 1503      | Barcelone                                    |
| —             | 1510      | Monzón                                       |
| —             | 1512      | Monzón                                       |
| —             | 1515      | Lérida                                       |
| Charles Ier   | 1519-1520 | Barcelone                                    |
| —             | 1528      | Barcelone                                    |
| —             | 1533      | Monzón                                       |
| —             | 1537      | Monzón                                       |
| —             | 1542      | Monzón                                       |
| —             | 1547      | Monzón                                       |
| —             | 1553      | Monzón                                       |
| Philippe Ier  | 1564      | Barcelone et Monzón                          |
| —             | 1585      | Monzón                                       |
| Philippe II   | 1599      | Barcelone                                    |
| Philippe III  | 1626      | Barcelone                                    |
| —             | 1632      | Barcelone                                    |
| —             | 1640      | Montblanc                                    |
| Philippe IV   | 1701-1702 | Barcelone                                    |
| Charles III   | 1705-1706 | Barcelone                                    |